# Kuzi-Teszub
Kuzi-Teszub (vagy Kunzi-Teszub, hettita kuzi-tešub) a Hettita Birodalom egykori kargamisi alkirályságának első teljesen önálló uralkodója. Önállóságát annak köszönheti, hogy az ő idejében a tengeri népek első koalíciójának támadásai meggyengítették, majd megsemmisítették Hattit. Hatti hirtelen bukása azonban éppen akkora mértékben tudható be a belső stabilitás hiányának, mint külső támadásoknak. III. Hattuszilisz ideje óta a hattuszaszi Nagykirály legitimációja állandóan kérdéses volt. Hatti III. Tudhalijasz, majd még az utolsó Nagykirály, II. Szuppiluliumasz idejében is ereje teljében volt, sőt Ugarit segítségével még tengeri csatákat is vállalhatott Alaszija ellen. Mégis Kuruntijasz majd Hartapu tarhuntasszaszi önálló királysága nagy mértékben csökkentette Hatti védekezőképességét.
Kuzi-Teszub apja, Talmi-Teszub már egyenrangú félként kötött szerződést II. Szuppiluliumasszal, vélhetően a hattuszaszi nagykirály, Hartapu ellenpólusát kívánta létrehozni. A végeredmény az lett, hogy Kargamis is önállóvá vált, bár nem tudjuk, hogy Hatti végleges bukása előtt, vagy közvetlenül az után.
Kuzi-Teszub felvette a Hatti Nagy Királya címet, amit addig Hattuszasz urai birtokoltak. Ez azt mutatja, hogy kihasználva származását (I. Szuppiluliumasz ötödik generációs közvetlen fiági leszármazottja, vagyis szépunokája) igényt tartott a hettita területekre, bár igényét nyilván nem tudta érvényesíteni Anatóliában, csak a Kargamissal közvetlenül határos területeken. Ezzel együtt Kargamis a szíriai térség legerősebb államává vált, és az újhettita királyságok legfontosabbja lett, amelyik a legtovább állt fenn, sokáig dacolva az asszír fenyegetéssel is. Kuzi-Teszub uralkodásától kezdve a korábbi Hettita Birodalom helyett Kargamist nevezték Hatti néven, és személyével a történészek új dinasztiát kezdenek (dacára egyenes ági leszármazásának), a luvi dinasztiát.
Kuzi-Teszub további sorsa ismeretlen: a korábbi uralkodók legfontosabb forrásai a diplomáciai levelezések, és ebben a korban Kargamis diplomáciai kapcsolatai megszakadtak a föníciai térséggel és Egyiptommal is. Azt sem tudjuk, hogy a későbbi időkből ismert két utódja közül melyikük követte őt közvetlenül, illetve gyermeke volt-e valamelyikük. Az bizonyos, hogy Melíd első ismert önálló uralkodója, I. PUGNUS-mili az i. e. 12. század végén Kuzi-Teszub fiának vagy unokájának nevezte magát, ezért a melídi uralkodóházat ez időben Kuzi-Teszub-dinasztiának is nevezik. Maga Kuzi-Teszub még nem volt Melíd tényleges uralkodója.

## Külső hivatkozások
- Ramesside inscriptions (angol nyelven)
- Szíriai kronológiák (francia nyelven)